# Высшие жирные спирты
Высшие жирные спирты (ВЖС) — одноатомные насыщенные и ненасыщенные спирты, содержащие от 6 до 20(22) атомов углерода в цепи (С6—С22) и получаемые как из природных жиров, масел и восков (натуральные высшие жирные спирты), так и химическим способом (синтетические высшие жирные спирты). Синтетические ВЖС являются продукцией основного органического синтеза и наряду с натуральными ВЖС широко используются в промышленности для получения пластификаторов, растворителей, флотореагентов, поверхностно-активных веществ, душистых веществ.
Высшие жирные спирты плохо (С6—С7) или практически нерастворимы (С8—С22) в воде, растворимы в этаноле и эфире, обладают всеми химическими свойствами спиртов.